# Маунт-Морая (Міссурі)
Маунт-Морая (англ. Mount Moriah) — селище (англ. village) в США, в окрузі Гаррісон штату Міссурі. Населення — 75 осіб (2020).

## Географія
Маунт-Морая розташований за координатами 40°19′45″ пн. ш. 93°47′49″ зх. д. / 40.32917° пн. ш. 93.79694° зх. д. (40.329255, -93.797065).  За даними Бюро перепису населення США в 2010 році селище мало площу 2,64 км², уся площа — суходіл.

## Демографія
Згідно з переписом 2010 року, у місті мешкало 87 осіб у 43 домогосподарствах у складі 19 родин. Густота населення становила 33 особи/км².  Було 69 помешкань (26/км²).
Расовий склад населення:
| - 100,0 % — білих |

До двох чи більше рас належало 0,0 %. Частка іспаномовних становила 4,6 % від усіх жителів.
За віковим діапазоном населення розподілялося таким чином: 18,4 % — особи молодші 18 років, 57,5 % — особи у віці 18—64 років, 24,1 % — особи у віці 65 років та старші. Медіана віку мешканця становила 49,3 року. На 100 осіб жіночої статі у місті припадало 128,9 чоловіків;  на 100 жінок у віці від 18 років та старших — 108,8 чоловіків також старших 18 років.
Середній дохід на одне домашнє господарство  становив 33 798 доларів США (медіана — 24 688), а середній дохід на одну сім'ю — 40 169 доларів (медіана — 50 278). За межею бідності перебувало 42,7 % осіб, у тому числі 67,5 % дітей у віці до 18 років та 21,4 % осіб у віці 65 років та старших.
Цивільне працевлаштоване населення становило 34 особи. Основні галузі зайнятості: освіта, охорона здоров'я та соціальна допомога — 41,2 %, сільське господарство, лісництво, риболовля — 20,6 %, роздрібна торгівля — 14,7 %, мистецтво, розваги та відпочинок — 11,8 %.